# Abelardo Olivier
Abelardo Enrico Olivier (ur. 9 listopada 1877 w Portogruaro, zm. 24 stycznia 1951 w Mediolanie) – włoski szermierz, trzykrotny medalista olimpijski.
Na igrzyskach olimpijskich w Londynie w 1908 roku wspólnie z Riccardo Nowakiem, Alessandro Pirzio Birolim, Marcello Bertinettim i Sante Ceccherinim zdobył srebrny medal w szabli drużynowej. Parę dni wcześniej razem z kolegami z reprezentacji był czwarty w szpadzie drużynowej. Brał też udział w igrzyskach olimpijskich w Antwerpii w 1920 roku, gdzie zdobył dwa medale. Najpierw razem z Tommaso Costantino, Aldo Nadim, Nedo Nadim, Oreste Pulitim, Pietro Speciale, Rodolfo Terlizzim i Baldo Baldim zwyciężył we florecie drużynowym. W turnieju indywidualnym był dziewiąty, wygrywając trzy z jedenastu pojedynków finałowych. Następnie razem z kolegami z reprezentacji zwyciężył w szpadzie drużynowej. W szpadzie indywidualnej był szósty, w rundzie finałowej wygrał pięć z jedenastu pojedynków.
Nie zdobył medalu mistrzostw świata.